# 亚阈值电流
亚阈值电流，或称亚阈值漏电流（英語：subthreshold leakage），是金屬氧化物半導體場效電晶體栅极电压低于晶体管线性导通所需的阈值电压、处于截止区（或称亚阈值状态）时，源极和漏极之间的微量漏电流。